# چمشنیا
چمشنیا (به لاتین: Trzemeśnia) یک روستای لهستان در لهستان است که در Gmina Myślenice واقع شده‌است.

## خصوصیات
چمشنیا ۲٬۲۰۰ نفر جمعیت دارد.